# Bernhard Proskauer
Bernhard Proskauer (8 janvier 1851 à Ratibor - 24 juillet 1915 à Berlin) était un chimiste et hyginéniste prussien qui a co-créé le test de Voges-Proskauer utilisé dans l'identification de bactéries entériques.

## Biographie
Proskauer a étudié la chimie à l'Université de Berlin et, à partir de 1874, a travaillé comme chimiste à l'Office impérial de la santé à Berlin. En 1885, il fut nommé chef de département de l'Institut d'hygiène de l'université, obtenant le titre de professeur en 1890. À partir de 1891, il fut associé à l'Institut des maladies infectieuses, où en 1901 il fut nommé chef du département de chimie. En 1907, il est nommé directeur de l'Office municipal des tests de Berlin. Une grande partie des recherches de Proskauer portait sur les problèmes de désinfection et d'hygiène de l'eau. Avec le médecin Daniel Wilhelm Otto Voges, il a développé le test de Voges-Proskauer, une réaction chimique utilisée pour tester la production d'acétoïne par diverses bactéries.
Avec Richard Pfeiffer, il a édité l'Encyklopädie der Hygiene (2 volumes, 1902–05).